# Delilah (пісня Queen)
«Delilah» (укр. «Делайла») — пісня британського рок-гурту «Queen» з альбому «Innuendo» 1991 року. Написана фронтменом Фредді Мерк'юрі і присвячена його улюбленій кішці. Пісня вийшла як сингл лише в Таїланді, де досягла першої позиції в чартах.

## Про пісню
Браян Мей під час запису своєї гітарної партії вперше в житті використовував ток-бокс. У записі пісні грали всі члени гурту, окрім барабанщика Роджера Тейлора. Тейлор лише виконав бек-вокал разом з Меєм у приспіві. Тейлор заявляв, що пісня не входить до числа його улюблених, але він погодився включити її до альбому, щоб не засмутити смертельно хворого Фредді Мерк'юрі. Він казав: «Я ненавиджу „Делайлу“. Це не для мене». Мерк'юрі присвятив цю пісню своїй кішці Делайлі. Хоча у Мерк'юрі було близько 11 кішок, Делайла була його улюбленицею. Основний тон пісні — Соль мажор.

## Музиканти
- Фредді Мерк'юрі — головний вокал, бек-вокал, клавішні, драм-машина;
- Браян Мей — гітара;
- Джон Дікон — бас-гітара.